# Potujoča knjižnica MKL
Potujoča knjižnica je mobilna posebna knjižnica; ustanovljena je bila leta 1973 kot oddelek Delavske knjižnice.
Knjižnica se nahaja v posebnem prirejenem avtobusu, imenovanem bibliobus. Dolga leta je delovala v avtobusu znamke TAM, nadomestil pa ga je avtobus znamke Irisbus Iveco. Bibliobus se je na svojo prvo vožnjo podal 15. oktobra 1974.
Potujoča knjižnica omogoča izposojo, naročanje in rezervacije knjižnega in neknjižnega gradiva. Zaradi okoliščin je rok izposoje gradiva 75 dni.  
Z ustanovitvijo Mestne knjižnice Ljubljana je potujoča knjižnica postala organizacijska enota.

## Bibliobusne trase
Bibliobus vozi po objavljenem voznem redu (urniku). Kraje praviloma obišče vsaj enkrat mesečno (lahko tudi pogosteje), v času poletnih počitnic julija in avgusta ne vozi.
| št.   | trasa                                                                |
| ----- | -------------------------------------------------------------------- |
| I.    | Dolsko - Senožeti - Podgorica                                        |
| II.   | Preserje - Podkraj - Tomišelj - Vrbljene - Strahomer                 |
| III.  | Preserje - Podkraj - Tomišelj - Iška vas - zapori                    |
| IV.   | Golo - Škrilje - Zapotok                                             |
| V.    | C.s. Trnovo - Jezero - Barje - Matena - Brest                        |
| VI.   | URIRS Soča - Tomačevo - Zadvor                                       |
| VII.  | Sadinja vas - Podlipoglav - Reški Kovač - Pance - Lipoglav           |
| VIII. | Bokalce (Dom starejših občanov) - Dvor pri Polhovem Gradcu - Smolnik |
| IX.   | Vrzdenec - Brezje pri Dobrovi                                        |
| X.    | Smlednik - Zbilje - Skaručna                                         |
| XI.   | Smlednik - Trnovec - Sora                                            |
| XII.  | Karlovica - Mala Slevica - Dvorska vas                               |
| XIII. | Lavrica - Rašica - Turjak                                            |
| XIV.  | Pijava Gorica - Želimlje                                             |